# شب افتتاحیه (فیلم ۲۰۱۶)
شب افتتاحیه (به انگلیسی: Opening Night) فیلمی محصول سال ۲۰۱۶ و به کارگردانی ایساک رنتز است. در این فیلم بازیگرانی همچون توفر گریس، الونا تال، آن هیچ، تای دیگز، راب ریگل، پل شیر، لورن لپکس، جی‌سی چیسز، لزلی مارگاریتا، برایان هاسکی، جانی ری گیل و پیتر سرافیناویچ ایفای نقش کرده‌اند.